# IC 1086
IC 1086 ist eine Galaxie vom Hubble-Typ S im Sternbild Bärenhüter am Nordsternhimmel. Sie ist schätzungsweise 285 Millionen Lichtjahre von der Milchstraße entfernt und hat einen Durchmesser von etwa 35.000 Lichtjahren. Gemeinsam mit PGC 53735 bildet sie ein optisches Galaxienpaar.

Im selben Himmelsareal befindet sich u. a. die Galaxie IC 1085.
Das Objekt wurde am 8. Juli 1891 von Stéphane Javelle entdeckt.